# El Ombú
El Ombú es una colonia agrícola menonita en el departamento uruguayo de Río Negro.

## Generalidades
Ubicada a 284km de la capital del país Montevideo, en las cercanías de la ciudad de Young. El nombre hace alusión al tradicional árbol característico de tierras uruguayas.
Fue fundada en el año 1950 por refugiados menonitas procedentes de Danzig y Prusia Occidental. Los mismos se organizaron como cooperativa; se dedican a cultivar trigo, maíz, girasol, maní, etc.; es importante la producción de leche y fruta. Esta cooperativa cuenta con un departamento técnico que presta asesoramiento también a productores rurales de la zona.
Las familias de esta colonia conservan su religión y muchas costumbres alimentarias, cocina alemana con elaboración de comidas agridulces, las tortas "cargadas", los strudel dulces o salados o la carne de cerdo con chucrut. La carne de cordero y todos los derivados de embutidos de cerdo oreados o ahumados completan una dieta muy rica en calorías. Es notoria la presencia de todos los productos lácteos elaborados en el hogar o envasados de fábrica, consecuencia de ser un pueblo netamente productor de leche.
Esta localidad cuenta con su propia institución educativa, la Escuela Mennonita El Ombú, que sigue su propio programa curricular moldeado en escuelas de Alemania.
En la década del 60 la incipiente producción de leche en las colonias El Ombú y Gartental llegó a niveles importantes que demandaban una concentradora del producto más cercana. Así, con idea y material humano alemán y el apoyo de créditos, en 1968 se inauguró la planta industrial CLALDY, una cooperativa procesadora ubicada en las puertas de Young.